# Marsillon
Pour les articles homonymes, voir Marsillon (homonymie).
Marsillon est une ancienne commune française du département des Pyrénées-Atlantiques. Le 14 avril 1841, la commune fusionne avec Os pour former la nouvelle commune d'Os-Marsillon. À la suite d'une crue du gave qui emporta l'église de Marsillon, les habitants, se retrouvant sans lieu de culte, décidèrent de fusionner leur village avec la commune voisine d'Os.

## Géographie
Marsillon est un village du Béarn, sur la rive gauche du gave de Pau.

## Toponymie
Le toponyme Marsillon apparaît sous les formes 
Marcello (1128, titres d'Aubertin), 
Marcelo (XIIe siècle, d'après Pierre de Marca), 
Marselhoo (1220, titres de l'Ordre de Saint-Jean de Jérusalem), 
Marcelhoo et Sent-Martii de Marcelhon (1344 pour les deux formes, notaires de Pardies), 
Marssalhoo (1385, censier de Béarn), 
Marsselhon (1443, notaires d'Oloron), 
Marseilhon (1607, règlement de Lagor), Marseillou (1766, terrier de Marsillon), 
Marceillon (1793 ou an II) et 
Marseillou (1801, Bulletin des lois).

## Histoire
Paul Raymond note que Marsillon comptait une abbaye laïque depuis le XIIe siècle.
En 1385, Marsillon dépendait du bailliage de Lagor et Pardies et comptait alors seize feux.

## Démographie
| 1793 | 1800 | 1806 | 1821 | 1831 | 1836 |
| ---- | ---- | ---- | ---- | ---- | ---- |
| -    | 72   | -    | 70   | 68   | 70   |

## Pour approfondir